# 일본혁명적공산주의자동맹 혁명적마르크스주의파
일본혁명적공산주의자동맹 혁명적마르크스주의파(일본어: 日本革命的共産主義者同盟革命的マルクス主義派 니혼카쿠메이테키쿄산슈기샤도메이카쿠메이테키마루쿠스슈기하[*], 영어: Japan Revolutionary Communist League (Revolutionary Marxist faction)), 약칭 혁공동 혁마르파(革共同・革マル派), 통칭 혁마르파(革マル派)는 혁명적공산주의자동맹에서 기원한 트로츠키주의 조직이다.
1962년 혁공동 제3차 분열로 형성되었다. 다른 혁공동과 마찬가지로 반제국주의 반스탈린주의를 내건다. 이론적 지도자는 구로다 간이치. 공개거점은 출판사 해방사. 기관지는 월간 『해방』, 격월간 『신세기』. 학생회는 마르학동 혁마르파.
대립관계인 일본공산당에게는 가짜 좌익 폭력집단, 경찰백서에서는 극좌폭력집단, 중핵파에게는 “반혁명 파시스트 집단 카쿠마루”, 사청동 해방파에게는 “반혁명 카쿠마루” 등의 멸칭으로 불린다.
1957년 혁공동이 결성되고, 1958년의 제1차 분역, 1959년의 제2차 분열, 1963년의 제3차 분열을 거쳐 결성되었다. 혁공동 학생회인 마르크스주의 학생동맹(마르학동)도 함께 분열되어 혁마르파를 따르는 학생회는 "마르학동 혁마르파"라고 한다. 또 혁마르파가 이탈한 이후 기존의 혁공동은 중핵파가 되었다. 혁마르파의 하이바는 흰색 바탕에 붉은 글씨. 전면에는 검은 글씨로 전학련을 의미하는 Z를 쓴다.
사상적으로는 구로다 간이치가 주장한 반제국주의 반스탈린주의를 내걸고, 제국주의와 스탈린주의를 동시에 타도하는 프롤레타리아 세계혁명의 일환으로 일본 혁명을 실현해야 한다고 주장한다. 2017년 경찰청 추정 구성원은 약 5500명. 도쿄의 해방사 본사와 각지의 6개 지사가 공개 거점이지만 불법활동을 하는 비공개 아지트가 곳곳에 존재한다.
혁마르파는 1960년대 가두투쟁과 전공투 운동으로부터 거리를 두었고, 나리타 공항 건설 반대투쟁에서도 배제되는 등 다른 신좌파 집단과 적대관계에 있었다. 야스다 강당 사건 전날에도 혁마르파는 "전력보존"을 이유로 전선에서 이탈했고, 강당에 남아 경시청 기동대와 대결했던 다른 정파들에게 기회주의자들이라는 비난을 받게 되었다. 1970년대 이후로는 중핵파와 헤게모니 투쟁을 벌여 양측 모두 다수의 사상자를 발생시켰다. 2001년에는 9.11 테러를 "역사적 행위"라고 주장하기도 했다. 최근에는 적어도 겉으로는 폭력성을 숨기고 노동조합 및 학생회 침투 전술을 채택하고 있다. 가두 시위 때도 혁마르파라는 정파 이름을 숨기고 활동하는 경우도 많다.
해방사 본사 근처에는 파출소, 소방서 출장소가 설치되어 경찰과 소방이 함께 사찰하고 있다. 혁마르파도 해방사 본사 앞에 감시카메라를 설치하는 등 맞서고 있다.